# 11468 Shantanunaidu
11468 Shantanunaidu este o planetă minoră (asteroid), cu un diametru de 6,472 km, din centura de asteroizi. A fost descoperită pe 2 martie 1981 la Observatorul Siding Spring de Schelte J. Bus. 
Obiectul prezintă o orbită caracterizată de o semiaxă mare de 3,0762548 UAi, o excentricitate de 0,17, o înclinație de 0,78907 ° în raport cu ecliptica.